# Albert Moll (Mediziner, 1817)

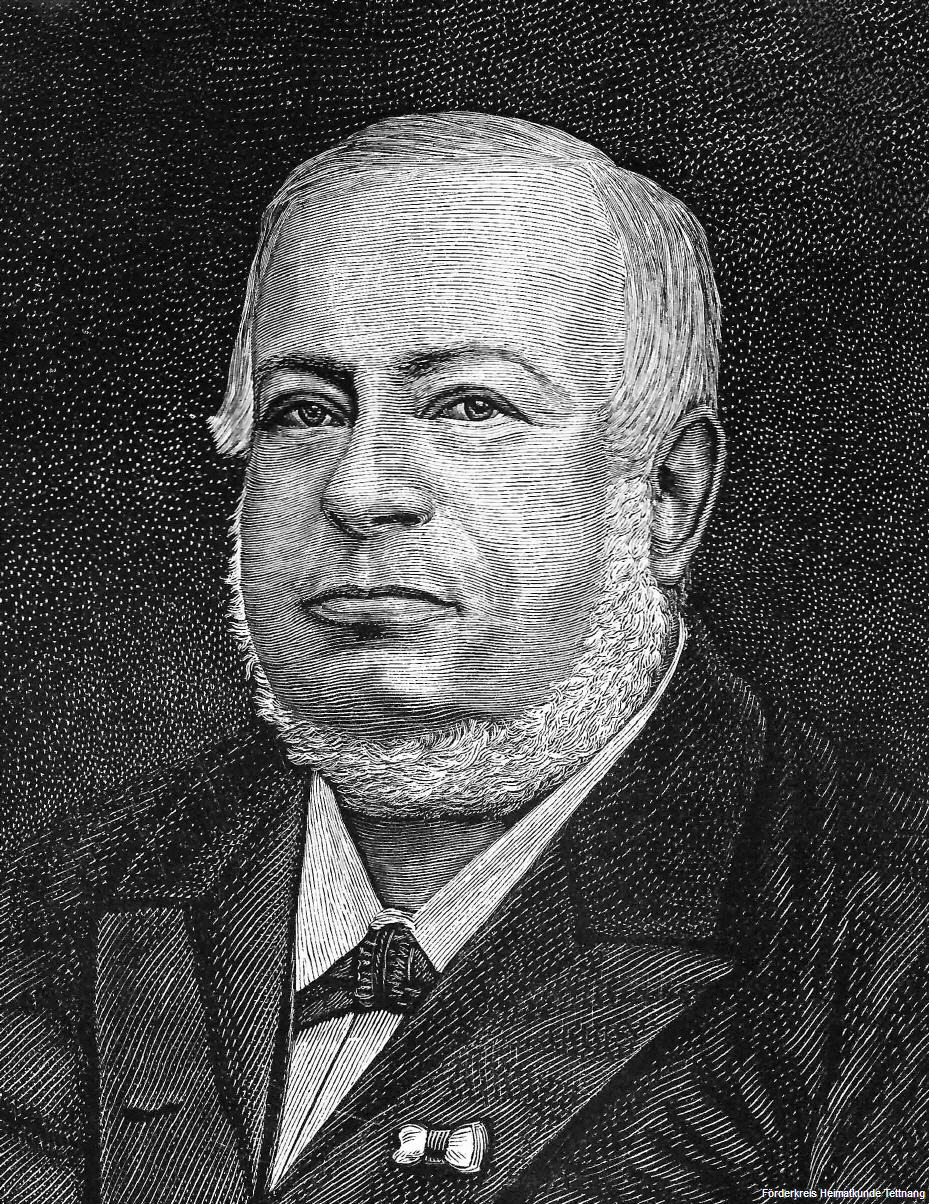
Albert Moll

Johann Christoph Albert Moll (* 25. Juni 1817 in Gruibingen; † 14. März 1895 in Tettnang) war ein württembergischer Arzt und Medizinhistoriker.

## Leben
Moll studierte von 1837 bis 1840 in Tübingen und begab sich nach seiner Promotion zu weiteren wissenschaftlichen Studien nach Heidelberg, Straßburg, Paris und London. 1843 wurde er Distriktsarzt in Neuffen, 1862 Oberamtsarzt in Tettnang, wo er als Geheimer Hofrat 1895 starb.
Moll beschäftigte sich u. a. auch mit Epilepsie, und  machte sich durch Gründung der „Heil- und Bewahranstalt für Epileptische auf der Pfingstweide“ in Meckenbeuren und sonstiger Krankenanstalten verdient.
Moll hat sich als einer der ersten mit der Geschichte der Medizin in Württemberg befasst. Seine Publikationen erschienen vor allem im Medicinischen Correspondenz-Blatt des württembergischen ärztlichen Vereines. Daneben publizierte er heimatgeschichtliche Aufsätze in den Schriften des von ihm initiierten Vereins für Geschichte des Bodensees und seiner Umgebung, als dessen erster Präsident er von 1868 bis 1892 amtierte.

## Ehrungen
- Ehrenbürger von Tettnang
- Ehrenbürger von Gruibingen
- Ehrenpräsident des Vereins für Geschichte des Bodensees und seiner Umgebung
- 1867: Ritter 1. Klasse Friedrichs-Orden (Württemberg)
- 1893: Ritterkreuz Orden der Württembergischen Krone (Württemberg)
- Ritterkreuz 1. Klasse Orden vom Zähringer Löwen (Baden)
- 1871: Olga-Orden (Württemberg)
- Goldene Civilverdienstmedaille (Württemberg)
- Kriegsdenkmünze für die Feldzüge 1870–71 (Deutsches Reich)

## Schriften (Auswahl)
- mit August Pleibel: Die Schwäbische Alb. Eine Schilderung ihrer schönsten und interessantesten Punkte. Mit 19 lithographischen Ansichten von Eberhard Emminger, C. Schacher und J. Wölffle. Urach, Stuttgart 1860.
- mit Franz Balke: Die Fürsorge für die Epileptischen. Zwei Vorträge, gehalten auf der zweiten südwestdeutschen Conferenz für innere Mission in Bruchsal am 11. Oktober 1865. J. F. Steinkopf, Stuttgart 1866.
- Über den Linzgau und das alte Buchhorn. Begrüßungsrede. In: Schriften des Vereins für Geschichte des Bodensees und seiner Umgebung. Bd. 1 (1869), S. 41–62. Digitalisat.
- Über die Römerstraßen und Römerbauten am Bodensee. In: Schriften des Vereins für Geschichte des Bodensees und seiner Umgebung. Bd. 7 (1876), S. 6–19.
- Johannes Stöffler von Justingen. Ein Characterbild aus dem ersten Halbjahrhundert der Universität Tübingen. (= Schriften des Vereins für Geschichte des Bodensees und seiner Umgebung; 8). Stettner, Lindau 1877 (online).
- Conradin von Schwaben. Eröffnungsrede. In: Schriften des Vereins für Geschichte des Bodensees und seiner Umgebung. Bd. 9 (1878), S. 65–74, Digitalisat.
- Schloß Argen im Bodensee. In: Schriften des Vereins für Geschichte des Bodensees und seiner Umgebung. Bd. 10 (1880), S. 119–122. Digitalisat.
- Buchhorn und Hofen. In: Schriften des Vereins für Geschichte des Bodensees und seiner Umgebung. Bd. 11 (1882), S. 7–21, Digitalisat.
- Dr. Karl Ritter und Edler Mayer von Mayerfels. In: Schriften des Vereins für Geschichte des Bodensees und seiner Umgebung. Bd. 13 (1884), S. 7–13, Digitalisat.
- Die neue Beisetzung der Überreste der Grafen von Montfort in Hiltensweiler. Bericht. In: Schriften des Vereins für Geschichte des Bodensees und seiner Umgebung. Bd. 15 (1886), S. 209–214, Digitalisat.
- Erinnerungen an Joseph Victor von Scheffel, geboren zu Karlsruhe am 16. Februar 1826, gestorben daselbst am 9. April 1886. In: Schriften des Vereins für Geschichte des Bodensees und seiner Umgebung. Bd. 16 (1887), S. 7–12, Digitalisat.
- Hermannus Contractus. In: Schriften des Vereins für Geschichte des Bodensees und seiner Umgebung. Bd. 19 (1890), S. 7–10, Digitalisat.